# Anna Carnaud

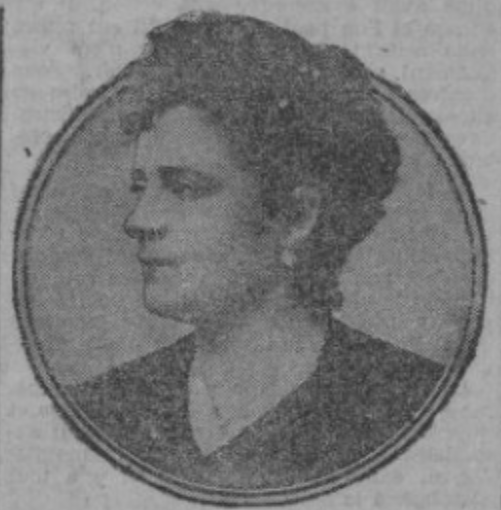
Anna Carnaud alias Lydie Martial

Anna Carnaud, geborene Anna Grell,  (* 26. Juli 1861 in Paris; † 17. Februar 1929 in Joigny) war eine französische feministische Schriftstellerin. Sie war auch unter ihrem Pseudonym Lydie Martial bekannt.

## Leben
Anna Grell wurde als Tochter von Adolphine Grosjean und dem Stiefelmacher Louis Grell geboren. Über ihre Jugend und ihre Ausbildung ist nichts bekannt.
1902 gründete sie die Union de la pensée féminine, eine Gruppe für Frauen, die sich dort zu den wichtigsten moralischen und philosophischen Prinzipien äußern konnten. Von 1905 bis 1912 war sie Direktorin des Nouvel Éducateur, einer Zeitschrift für laizistische und soziale Erziehung. Sie war auch Vorsitzende der Société pour l’amélioration du sort de la femme et la revendication de ses droits (Gesellschaft für die Verbesserung des Schicksals der Frau und die Forderung ihrer Rechte), die von Maria Deraismes gegründet wurde. 1905 nahm sie am Kongress der Amicales d’institutrices et d’instituteurs de France et des colonies (Freundeskreise von Lehrern und Lehrerinnen in Frankreich und den Kolonien) teil. Zusammen mit Marguerite Bodin war sie eine Befürworterin der Koedukation.  Am 5. Juli 1914 nahm sie an einer Suffragetten-Demonstration teil.
1912 heiratete sie  den Finanzbeamten Maximilien Carnaud. Sie wurde 1904 als Offizier des öffentlichen Bildungswesens ausgezeichnet, nachdem sie zur Abteilungsleiterin der Gesellschaft für moderne Bildung in Paris ernannt worden war. Im Jahr 1910 wurde sie erneut als Offizier des öffentlichen Unterrichts ausgezeichnet. Sie wurde in Lyon in der Nähe eines Fluoritvorkommens beerdigt. Da es Theorien gibt, die besagen, dieses Mineral würde die Seelenwanderung erleichtern und sie an die Seelenwanderung glaubte, könnte hier ein Zusammenhang bestehen.
Sie vermachte ihren Nachlass der Stadt Joigny; dort sind heute Einrichtungen und eine Straße nach ihr benannt.

## Werke
- Qu’ils soient des hommes, G. Havard fils, 1897.
  - Neuauflage bei Hachette 2018, ISBN 978-2-01947-961-9
- Qu’elles soient des épouses et des mères ! Bibliothèque de la « Nouvelle revue », 1898.
- La Femme et la liberté. Le féminisme, la grandeur de son but. La femme intégrale, 1901.[10]
  - Neuauflage Hachette 2018, ISBN 978-2-01947-960-2
- La Femme et la liberté. Le féminisme, la grandeur de son but. II. L’Éducation humaine, 1902.
- La Femme et la liberté. Le féminisme, la grandeur de son but. Vers la vie ! Éducation humaine, école de la pensée, Union de pensée féminine, 1903.

Weitere Werke sind im Weblink der französischen Nationalbibliothek zu Lydie Martial aufgeführt. Deutschsprachige Ausgaben ihrer Werke sind nicht bekannt.